# Jörg Müssig
Jörg Müssig (* 1968) ist ein deutscher Wissenschaftler im Bereich Werkstoffwissenschaften und Bionik. Er ist Professor für Biologische Werkstoffe an der Hochschule Bremen, Fachrichtung BIONIK. Bis 2009 war er aktives Mitglied der Jungen Akademie.

## Leben
Müssig absolvierte sein Studium in Maschinenbau an der Universität Duisburg und wechselte nach dem Diplom an das Faserinstitut Bremen e.V. (FIBRE) in Bremen. Von 1996 bis 1998 war er wissenschaftlicher Mitarbeiter in der Arbeitsgruppe Neue Materialien an der Europäischen Akademie in Bad Neuenahr-Ahrweiler. Von 1998 bis 2001 arbeitete er am Fachbereich Produktionstechnik der Universität Bremen und promovierte mit einer Arbeit über Naturfaserverstärkte Duroplaste.
Danach ging er zurück an das Faserinstitut Bremen und baute die Arbeitsgruppe Nachwachsende Rohstoffe auf und war von 2003 bis 2007 Leiter des Forschungsbereichs Naturnahe Werkstoffe/Nachhaltigkeit. 2007 wurde er zum Professor des Lehrstuhls Biologische Werkstoffe im internationalen Studiengang Bionik an die Hochschule Bremen berufen. Seine Lehrgebiete umfassen die Werkstoffwissenschaften, Biologische Werkstoffe, die Werkstoffcharakterisierung sowie die Chemischen Grundlagen der Werkstoffe. Forschungsgebiete sind die Entwicklung nachhaltiger, naturinspirierter und bionischer Werkstoffkonzepte unter Einbeziehung der gesamten Kette von der Gewinnung bis zum Endprodukt, die spezifische Eigenschaften verschiedenster Naturfasern und deren Verwendungsmöglichkeiten in neuartigen Werkstoffen, der Zusammenhang zwischen Strukturen und Eigenschaften und die Übertragung biologischer Vorbilder auf Werk- und Dämmstoffe, wobei er einen Fokus auf Naturfasern und Natur- und Cellulosefaserverbundwerkstoffe legt. Der Schwerpunkt der bionischen Forschung in seiner Arbeitsgruppe liegt vor allem auf der Erforschung der Struktur-Eigenschaftsbeziehungen in pflanzlichen Strukturen wie dem Rhabarber oder den Früchten der Babassu- und Kokospalme.

## Auszeichnungen
2004 wurden Müssig und Katja Windt in die Junge Akademie der Berlin-Brandenburgischen Akademie der Wissenschaften und der Deutschen Akademie der Naturforscher Leopoldina berufen, wo er bis 2009 aktives Mitglied war.
2010 wurde er in das European Scientific Committee - Technical Uses des europäischen Dachverband für Flachs und Hanf (European Confederation of Flax and Hemp (CELC), Paris, Frankreich) gewählt. Jörg Müssig und Katharina Albrecht von der Hochschule Bremen gewannen 2015 den mit 30.000 Euro dotierten „Honda Initiation Grant Europe 2015“. Mit dem Preis fördert der japanische Automobilhersteller Honda jährlich seit 1997 innovative Forschungsideen.

## Publikationen (Auswahl)
Müssig veröffentlichte zahlreiche Fachartikel, eine vollständige Publikationsliste ist auf der Website der Hochschule Bremen verfügbar.
- J. Müssig (Hrsg.): Industrial Applications of Natural Fibres. Structure, Properties and Technical Applications. John Wiley & Sons Ltd., Chichester 2010; ISBN 978-0-470-69508-1
- B. Bax, J. Müssig: Impact and tensile properties of PLA/Cordenka and PLA/flax composites. In: Composites Science and Technology, 68 (2008), S. 1601–1607.
- J. Müssig, M. Karus, R.R. Franck: Bast and Leaf Fibre Composite Materials. In: R.R. Franck (Hg.): Bast and other plant fibres. Cambridge (U.K.): Woodhead Publishing, 2005, S. 345–376.
- J. Müssig: Untersuchung der Eignung heimischer Pflanzenfasern für die Herstellung von naturfaserverstärkten Duroplasten - vom Anbau zum Verbundwerkstoff. VDI-Verlag, Düsseldorf 2001.
- H. Harig, J. Müssig: Heimische Pflanzenfasern für das Automobil. In: H. Harig, C.J. Langenbach (Hg.): Neue Materialien für innovative Produkte. Berlin: Springer, 1999, S. 235–251.